# 急性膵炎
急性膵炎（きゅうせいすいえん）とは、膵臓に急性に炎症が生じた膵炎のこと。

## 成因
成人の急性膵炎の原因としては、アルコールと胆石が2大成因とされている。この二つが急性膵炎全体で占める割合は、国や地域によって大きく異なる。
胆石症の場合は胆嚢摘出術、アルコール性の場合は禁酒によって再発のリスクが減少する。その他は、特発性、内視鏡的逆行性胆道膵管造影（ERCP）後、高TG血症、膵胆管合流異常症が挙げられる。
またHIV感染者では、抗ウイルス薬による薬剤性のものが報告されている。
小児の場合は流行性耳下腺炎、マイコプラズマといった感染症、抗がん剤であるL-アスパラギナーゼや抗てんかん薬のバルプロ酸、膠原病などの全身疾患、交通事故、虐待などの外傷・遺伝性膵炎の報告もある。その他、上皮小体機能亢進症、膵・胆道系腫瘍によるものもある。

## 症状
以下の症状を認める
- 上腹部（特に心窩部）の激痛
- 麻痺性イレウス
- 悪心・嘔吐
- 背部痛
- 発熱
- カレン徴候（Cullen徴候）

膵液によって組織が自己融解を起こし、血性滲出液が臍周囲の皮下組織に沈着して暗赤色に染まる
- グレイ・ターナー徴候（Grey-Turner徴候）

膵液によって組織が自己融解を起こし、血性滲出液が左側腹部の周囲が暗赤色に染まる

## 検査

### 血液検査
血液検査としては以下が認められる。
- 膵酵素の高値（診断の指標として用いられる）
  - 血中リパーゼ上昇（特異度・感度共に一番の指標となる）
  - 血中アミラーゼ上昇（48時間で最高に達し、以後下降する）
- WBC・CRP・LDH高値（重症度の指標として有用）

さらに疑いが強ければ次のもの。
- カルシウム低値（重症度の指標として有用）
- 血糖
- 腎機能
- 動脈血の酸性度
- 酸素濃度
- 酸と塩基のバランス（アニオンギャップなど）

### 尿検査
- 尿中アミラーゼ
- 尿中トリプシノーゲン2[2]

尿中トリプシノーゲン- 2 ディップスティック検査は感度 94%、特異度 95%と報告されている。従来の血清中アミラーゼ測定法の感度 85%、特異度 91%であり、尿中アミラーゼ測定法の感度および特異度 83 および 88%であった。

### 画像検査
膵臓の腫大の評価と胆石等の要因精査のために造影CT検査・超音波検査等が行われる。
- 膵腫大像・周囲組織脂肪織高値像・液体貯留像・腹水貯留像
- 膵壊死像・融解像（Echoで低輝度　造影CT検査で造影不良像）
- 膵管拡張
- 麻痺性イレウス像（colon cut off sign　sentinel loop sign）

## 評価

### 診断
厚生労働省難治性膵疾患に関する調査研究班2008年によると急性膵炎は以下の手順で診断される
上腹部痛に急性腹痛発作と圧痛がある。
血中または尿中に膵酵素（アミラーゼ・リパーゼなど）の上昇が認められる。
超音波、CTまたはMRIで膵に急性膵炎に伴う異常所見がある。
上記3項目中2項目以上満たし、他の膵疾患および急性腹症を除外したものを急性膵炎と診断する。但し、慢性膵炎の急性増悪は急性膵炎に含める。急性膵炎と診断した場合は重症度に関係なく、入院治療を行う。重症度によって治療を行う医療機関が異なるため搬送が必要となる場合がある。

### 重症度
重症度評価には主に以下のものがある。日本では特定疾患である「重症急性膵炎」への適応判断のために厚生労働省作成の重症度判定基準が一般的に用いられる。発症より48時間以内で評価を行うこととされる。
Ranson criteria
Glasgow score
APACHE
厚生労働省急性膵炎重症度判定基準
Ransonスコア>3、またはAPACHEⅡスコア>8で重症と判定することが多い。厚生労働省急性膵炎重症度判定基準（2008）では9つの予後因子からなる判定基準および造影CTによるgradeで重症度判定を行う。9つの予後因子に関しては診療所等でも評価可能であり搬送基準として用いられている。予後因子が3点以上または造影CTgrade2以上を重症と判定する。重症度判定は48時間以内は繰り返し再評価を行う。予後因子3点以上になった場合は集中治療が可能な施設に搬送する。「重症急性膵炎」と診断される場合、ショック・播種性血管内凝固症候群・多臓器不全を呈し、致死率が極めて高くなり、予後も不良である。

## 合併症
予後を左右する合併症としては以下がある。
- 仮性膵嚢胞

感染を併発し膿瘍化すると敗血症になる場合も多くドレナージ治療が必要となってくる。
- 壊死部感染

膵臓に壊死が生じ感染すると敗血症になる場合も多く、壊死組織摘出術が必要となる。
- 内分泌機能低下

膵臓に壊死が生じることで、膵臓の内分泌機能を失い糖尿病等を生じてくる。

## 予後
軽症～中等症の場合、致死率は数％であるが、重症急性膵炎の場合の致死率は30％以上と報告されている。急性膵炎は3～15％の頻度で慢性膵炎に移行する。

## 動物における急性膵炎
中～高年齢の犬において発生が多い。症状は激しい嘔吐、腹痛。